# Đào Văn Long
Đào Văn Long là giáo sư, tiến sĩ và là bác sĩ lĩnh vực tiêu hóa - gan mật người Việt Nam. Ông từng công tác tại các bệnh viện như Bệnh viện Bạch Mai, Bệnh viện Đại học Y Hà Nội, Hội khoa học tiêu hóa Việt Nam và Viện Nghiên cứu & Đào tạo tiêu hóa, gan mật.
Năm 2008, Ông được phong tặng danh hiệu Nhà giáo Ưu tú. Năm 2021, ông được phong tặng danh hiệu Nhà giáo Nhân dân vì đã có công trong sự nghiệp giáo dục và đào tạo tại Việt Nam. Ngoài ra, Đào Văn Long còn được Chủ tịch nước Việt Nam tặng thưởng Huân chương Lao động hạng Ba vào năm 2010 và hạng Nhì vào năm 2015.
Ông là tác giả của 8 quyển sách, chủ trì 8 đề tài cấp Bộ Y tế, 8 bài báo quốc tế, 42 bài báo trong nước.

## Tiểu sử
Đào Văn Long sinh ngày 20 tháng 6 năm 1956 tại thị xã Nghi Sơn, Thanh Hóa. Năm 1983, ông tốt nghiệp trường Đại học Y Hà Nội. Sau đó, ông hoàn thành chương trình Bác sĩ nội trú tại cùng trường vào năm 1986. Ông tiếp tục đào tạo và hoàn thành học vị Tiến sĩ chuyên ngành nội tiêu hóa tại trường Đại học Y Hà Nội vào năm 1993. Năm 1995, ông hoàn thành chương trình Bác sĩ chuyên khoa II chuyên ngành nội tiêu hóa tại cùng trường. Năm 2004, ông được phong học hàm phó giáo sư. Năm 2015, ông được phong học hàm Giáo sư.
Sau đó, ông đã có nhiều trải nghiệm giảng dạy tại trường Đại học Y Hà Nội từ năm 1987 đến năm 2003, trong đó thời gian từ năm 2003 đến năm 2009, ông đã là Phó Hiệu trưởng - Phó Chủ nhiệm bộ môn Nội tại tại trường Đại học Y Hà Nội. Ông cũng từng đảm nhận vị trí giám đốc bệnh viện — giám đốc trung tâm nội soi tại Bệnh viện Đại học Y Hà Nội trong khoảng thời gian từ năm 2007 đến năm 2013.
Từ năm 2013 đến năm 2016, ông tiếp tục đảm nhận vị trí giám đốc trung tâm nội soi tại Bệnh viện Đại học Y Hà Nội và là phó chủ nhiệm bộ môn tại trường Đại học Y Hà Nội, cũng như là trưởng khoa tiêu hóa tại Bệnh viện Bạch Mai. Từ tháng 6 năm 2017 đến nay, ông tiếp tục làm giảng viên bộ môn Nội tại tại trường Đại học Y Hà Nội. Và từ tháng 3 năm 2018 đến nay, ông là phó viện Trưởng tại Viện nghiên cứu và đào tạo Tiêu hóa, Gan mật.